# 조준현 (유도 선수)
조준현(曺準衒, 1988년 12월 16일~)은 대한민국의 은퇴한 유도 선수이다. 일란성 쌍둥이 형인 조준호도 유도 선수로 활약했다.

## 수상
- 2013년 하계 유니버시아드 유도 남자 66kg급 은메달

## 출연 작품

### 텔레비전 프로그램
- 《남북 소통 프로젝트 - 괜찮아요 일 없습네다》 (2018) - 고정 출연
- 《호적메이트》 (2022) - 고정 출연